# Maladie génétique du métabolisme des acides aminés
Les maladies génétiques du métabolisme des acides aminés comprennent les maladies en rapport avec une anomalie du métabolisme des acides aminés par défaut du fonctionnement enzymatique d'une des enzymes. 

## Maladies
| Nom                                         | Transmission | O.M.I.M | Chromosome Locus | Gène    | Enzyme                                |
| ------------------------------------------- | ------------ | ------- | ---------------- | ------- | ------------------------------------- |
| Phénylcétonurie                             | Récessive    | 261600  | 12 q24.1         | PAH     | Phénylalanine hydroxylase             |
| Tyrosinémie Type 1                          | Récessive    | 276700  | 15 q23-q25       | FAH     | Fumaryl acéto-acétase                 |
| Tyrosinémie Type 2                          | Récessive    | 276600  | 16 q22.1-q22.3   | TAT     | Tyrosine transaminase                 |
| Tyrosinémie Type 3                          | Récessive    | 276710  | 12 q24           | HPD     | 4-hydroxyphénylpyruvate dioxygénase   |
| Alcaptonurie                                | Récessive    | 203500  | 3 q21-23         | HGD     | Homogentisate 1,2-dioxygénase         |
| Homocystinurie                              | Récessive    | 276700  | 21 q22.3         | CBS     | Cystathionine bêta-synthase           |
| Histidinémie (en)                           | Récessive    | 235800  | 12 q22-23        | HSTD    | Histidase                             |
| Leucinose Maladie du sirop d'érable         | Récessive    | 276710  | 19-7             |         | Céto-acide décarboxylase              |
| Leucinose Maladie du sirop d'érable type IB |              | 248611  |                  |         |                                       |
| Leucinose Maladie du sirop d'érable type II |              | 248610  |                  |         |                                       |
| Acidurie méthylmalonique                    | Récessive    | 251000  | 6                | MUT-MCM | Méthylmalonyl-coenzyme A mutase       |
| Hyperglycinémie sans cétose                 | Récessive    | 605899  | 16-9-3           |         | Glycine synthase                      |
| Hyperlysinémie (en)                         | Récessive    | 238700  | 7                |         | Glycine alpha-cétoglutarate réductase |

## Sources
- (fr) Site français sur les maladies rares
- (en) Site sur la biochimie
- (en) Online Mendelian Inheritance in Man, OMIM (TM). Johns Hopkins University, Baltimore, MD.